# 火花镇
火花镇，是中华人民共和国贵州省安顺市紫云苗族布依族自治县下辖的一个乡镇级行政单位。
2016年1月14日，贵州省人民政府批复同意紫云自治县部分乡镇行政区划调整，撤销火花乡、达帮乡建制，设置火花镇。新设置的火花镇辖原火花乡除纳容村、落成村以外的行政区域和原达帮乡行政区域，镇人民政府驻禾弘村。将原火花乡纳容村、落成村划归四大寨乡管辖。

## 行政区划
火花镇下辖以下地区：
火烘村、红山村、江纳村、田坎寨村、落坪村、交坪村、联合村、喜湾村、甲西村、弄河村、破关村、懂桑村、平寨村、这角村、坝雨村、兴合村、纳座村、关坪村、纳磨村、岜岔村、红星村、克田村、轮山村和达帮乡。